# اچ‌ام‌اس آرگونات (۱۷۸۲)
اچ‌ام‌اس آرگونات (۱۷۸۲) (به انگلیسی: HMS Argonaut (1782)) یک کشتی است که طول آن ۱۶۶ فوت ۴ اینچ (۵۰٫۷۰ متر) می‌باشد. این کشتی در سال ۱۷۷۹ ساخته شد.